# 古澤明
古澤 明（ふるさわ あきら、1961年12月1日 - ）は、日本の物理学者。専門は、非線形光学・量子光学、特に量子テレポーテーションの研究。学位は工学博士。東京大学大学院工学系研究科教授。

## 人物・来歴

### 成果
専門は非線形光学、量子光学。1998年、留学先のカリフォルニア工科大学で、量子テレポーテーション実験に成功。1997年に世界で初めて量子テレポーテーションを実現したD. Bouwmeesterの実験は条件付きで計測できるものであったのに対し、古澤は完全な状態の量子テレポーテーションを実現した。2004年、3者間の量子もつれ制御に成功。さらに2009年には、9者間の量子もつれ制御に成功した。2013年、これまでの100倍以上という61%の高い成功率（超大規模量子もつれ）を達成。2015年心臓部である量子もつれ生成・検出部分を1万分の1の大きさの1個の光チップ化に成功した。

### 来歴
埼玉県大宮市（現・さいたま市）出身。埼玉県立浦和高等学校卒業後、1984年に東京大学工学部物理工学科を卒業。1986年、東京大学大学院工学系研究科物理工学専攻の修士課程を修了。ニコンに入社後光メモリーを研究、15年勤務。
1988年から1990年まで、ニコン勤務の傍ら、東京大学先端科学技術研究センターの研究員となる。また、1996年から1998年まで、カリフォルニア工科大学の客員研究員を務めた。2000年、東京大学大学院工学系研究科の助教授となり、物理工学専攻を担当する。2007年、東京大学大学院工学系研究科の教授に就任。1991年東大工学博士。

### 略年譜
- 1961年　埼玉県大宮市（現・さいたま市）生まれ[4]
- 1980年 - 埼玉県立浦和高等学校卒業
- 1984年　東京大学工学部物理工学科卒業
- 1986年　東京大学大学院工学系研究科物理工学専攻修士課程修了。ニコンに入社
- 1988年 - 1990年　東京大学先端科学技術研究センター研究員
- 1996年 - 1998年　カリフォルニア工科大学客員研究員
- 2000年　東京大学大学院工学系研究科物理工学専攻助教授
- 2007年　東京大学大学院工学系研究科物理工学専攻教授

## 学術賞歴
- 2005年 - 「東京テクノ・フォーラム21」ゴールド・メダル賞。
- 2005年 - 久保亮五記念賞。
- 2007年 - 日本学術振興会賞。
- 2007年 - 日本学士院学術奨励賞。
- 2008年 - 玉川大学より量子通信国際賞 (The International Quantum Communication Award)[5]
- 2011年 - Palacky University medal
- 2014年 - 第55回東レ科学技術賞

## 栄典
- 2016年 - 紫綬褒章[6]。

## 著書
- 『量子光学と量子情報科学 (新・工科系の物理学) 』数理工学社　2005年4月 ISBN 4901683233
- 『量子テレポーテーション―瞬間移動は可能なのか?』講談社(ブルーバックス)   2009年8月 ISBN 4062576481
- 『量子もつれとは何か―「不確定性原理」と複数の量子を扱う量子力学』講談社(ブルーバックス) 新書  2011年2月 ISBN 4062577151
- 『「シュレーディンガーの猫」のパラドックスが解けた!』講談社(ブルーバックス)  2012年9月 ISBN 4062577852
- 『量子光学の基礎 量子の粒子性と波動性を統合する』内田老鶴圃 2013
- 『光の量子コンピューター』集英社インターナショナル (インターナショナル新書 2019)

### 共著
- 『量子コンピュータ入門』宮野健次郎共著 日本評論社 2008

### 評伝
- 真山仁著 『失敗する自由が超越を生む : 量子物理学者 古澤明の頭の中』小学館 2023